# Mizuki Kawashita
Mizuki Kawashita (下 水希 -
Kawashita Mizuki, 30 de Agosto de 1971, em Shizuoka, Japão) é uma mangaká mais conhecida por ter escrito e ilustrado Ichigo 100% (Fevereiro de 2001) e Hatsukoi Limited (Outubro de 2007), ambos publicados pela Editora Shueisha.[carece de fontes?] Em meados de 2015 foi anunciado que ela começaria a publicação de "Gunjō ni Siren."

## Publicações
Como criadora original
- Hatsukoi Limited: Gentei Shoujo.

- Ichigo 100%.

- Ichigo 100%  OVA.

- Ichigo 100% Special 2.

Como co-criadora
- Akane-chan Overdrive.

- Akiiro Bousou Biyori.

- Ane Doki.

- Atashi no Idol.

- Boku no Idol.